# Liste der Kulturdenkmäler in Ober-Eschbach
Die folgende Liste enthält die in der Denkmaltopographie ausgewiesenen Kulturdenkmäler auf dem Gebiet des Ortsteils Ober-Eschbach der  Stadt Bad Homburg vor der Höhe, Hochtaunuskreis, Hessen.
Hinweis: Die Reihenfolge der Denkmäler in dieser Liste orientiert sich an der Anschrift, alternativ ist sie auch nach der Bezeichnung, der vom Landesamt für Denkmalpflege vergebenen Nummer oder der Bauzeit sortierbar.
Kulturdenkmäler werden fortlaufend im Denkmalverzeichnis des Landes Hessen durch das Landesamt für Denkmalpflege Hessen auf Basis des Hessischen Denkmalschutzgesetzes (HDSchG) geführt. Die Schutzwürdigkeit eines Kulturdenkmals hängt nicht von der Eintragung in das Denkmalverzeichnis des Landes Hessen oder der Veröffentlichung in der Denkmaltopographie ab.

| Bild                               | Bezeichnung                        | Lage | Beschreibung | Bauzeit              | Objekt-Nr. |
| ---------------------------------- | ---------------------------------- | --- | --- | -------------------- | ---------- |
| Friedhof / Gedenkstätte / Ehrenmal | Friedhof / Gedenkstätte / Ehrenmal | Ober-Eschbach, Gartenstraße 24 LageFlur: 1, Flurstück: 1216/2, 1227/2                                                   | | 1925 bis 1975        | 7759 DDB   |
| Mauerreste                         | Mauerreste                         | Ober-Eschbach, Jahnstraße, Langwiesenweg, Jahnstraße 10, 12, 12a, 21 LageFlur: 1, Flurstück: 21/3, 23, 24, 25/2, 25/5–8 | Stark abgetragene Mauerteile der im 13. Jahrhundert zum Schutz des Unterhofes in Ober-Eschbach erbauten Umfassungsmauer an der Grundstücksgrenze zum Eschbach | 1225 bis 1275        | 7830 DDB   |
| weitere Bilder                     | Wohnhaus                           | Ober-Eschbach, Jahnstraße 10 LageFlur: 1, Flurstück: 21/3                                                               | | 1495 bis 1505        | 7838 DDB   |
| weitere Bilder                     | Fachwerkwohnhaus                   | Ober-Eschbach, Jahnstraße 13 LageFlur: 1, Flurstück: 72/2                                                               | | Ende 17. Jahrhundert | 7840 DDB   |
| Fachwerkwohnhaus                   | Fachwerkwohnhaus                   | Ober-Eschbach, Jahnstraße 16 LageFlur: 1, Flurstück: 29                                                                 | |                      | 7842 DDB   |
| Pfarrhaus und Gartentor            | Pfarrhaus und Gartentor            | Ober-Eschbach, Jahnstraße 18 LageFlur: 1, Flurstück: 30/2                                                               | | 1875                 | 7844 DDB   |
| weitere Bilder                     | Fachwerkwohnhaus                   | Ober-Eschbach, Jahnstraße 20/22 LageFlur: 1, Flurstück: 33, 36/1                                                        | |                      | 7846 DDB   |
| Fachwerkwohnhaus                   | Fachwerkwohnhaus                   | Ober-Eschbach, Jahnstraße 26 LageFlur: 1, Flurstück: 38/2                                                               | | 1695 bis 1705        | 7848 DDB   |
| weitere Bilder                     | ehem. Kirche / Rathaus, Ehrenmal   | Ober-Eschbach, Kirchplatz 1 LageFlur: 1, Flurstück: 74/2, 74/5                                                          | |                      | 8490 DDB   |
| Fachwerkwohnhaus                   | Fachwerkwohnhaus                   | Ober-Eschbach, Ober-Eschbacher Straße 37 LageFlur: 1, Flurstück: 123                                                    | | 1716                 | 8212 DDB   |
| weitere Bilder                     | Mauerrest und Pforte               | Ober-Eschbach, Ober-Eschbacher Straße 61 LageFlur: 1, Flurstück: 135/7                                                  | |                      | 8214 DDB   |
| weitere Bilder                     | Evangelische Kirche                | Ober-Eschbach, Ober-Eschbacher Straße 76 LageFlur: 1, Flurstück: 95/1                                                   | | 1731                 | 8216 DDB   |
| Tor                                | Tor                                | Ober-Eschbach, Ober-Eschbacher Straße 76 LageFlur: 1, Flurstück: 95/1                                                   | | 1732                 | 8218 DDB   |
| weitere Bilder                     | Wohnhaus und Tor                   | Ober-Eschbach, Ober-Eschbacher Straße 78 LageFlur: 1, Flurstück: 94                                                     | | 1625 bis 1675        | 8220 DDB   |
| Zehntscheune                       | Zehntscheune                       | Ober-Eschbach, Zehntgasse 1 LageFlur: 1, Flurstück: 58/1                                                                | |                      | 8472 DDB   |
| Fachwerkwohnhaus                   | Fachwerkwohnhaus                   | Ober-Eschbach, Zehntgasse 7 LageFlur: 1, Flurstück: 65/2                                                                | | 1695 bis 1705        | 8474 DDB   |
| Fachwerkwohnhaus                   | Fachwerkwohnhaus                   | Ober-Eschbach, Zehntgasse 10 LageFlur: 1, Flurstück: 77                                                                 | | 1725 bis 1775        | 8476 DDB   |